# Abdelkebir Ouaddar
Abdelkebir Ouaddar (en arabe : عبد الكبير ودار), né le 15 juillet 1962, est un cavalier de saut d'obstacles marocain.
Arrivé tardivement dans le milieu du sport de haut niveau, il connait une « ascension fulgurante » à partir de 2012, devenant le premier Marocain de l'histoire à participer aux Jeux équestres mondiaux en 2014. 
Participant aux épreuves olympiques de saut d'obstacles à Rio, en 2016, il est alors le porte-drapeau olympique de la délégation marocaine.

## Histoire

### Enfance et formation
Abdelkebir Ouaddar, surnommé Kebir, est natif d'une ville proche de Marrakech, Aït Ourir, parmi une famille de cinq enfants. Fils d'un père puisatier et d'une mère prénommée Khadija, sa famille, plutôt modeste, est étrangère au monde du sport équestre. Il joue au football de rue dans son village natal lorsqu'il est remarqué par l'une des sœurs du roi Hassan II, la princesse Lalla Fatima Zohra. Elle propose de l'élever, ce que sa mère refuse dans un premier temps, son père estimant au contraire qu'il s'agit d'une « chance inespérée ».
Il est élevé par Lalla Fatima Zohra, qui a rencontré sa famille, et qui le traite ensuite comme s'il avait été son propre enfant. Alors qu'il avait peur des chevaux à l'origine, il apprend l'équitation vers 12 ans grâce à la famille royale marocaine, en particulier à la princesse Lalla Fatima Zohra, qui lui permet de monter à cheval deux fois par semaine,. La princesse Lalla Amina, tante du roi Mohammed VI, l'envoie en stage chez le cavalier brésilien Nelson Pessoa, alors à Chantilly en France, pour apprendre l'équitation de compétition en saut d'obstacles. Il est âgé de 14 ans.

### Accès au sport de haut niveau

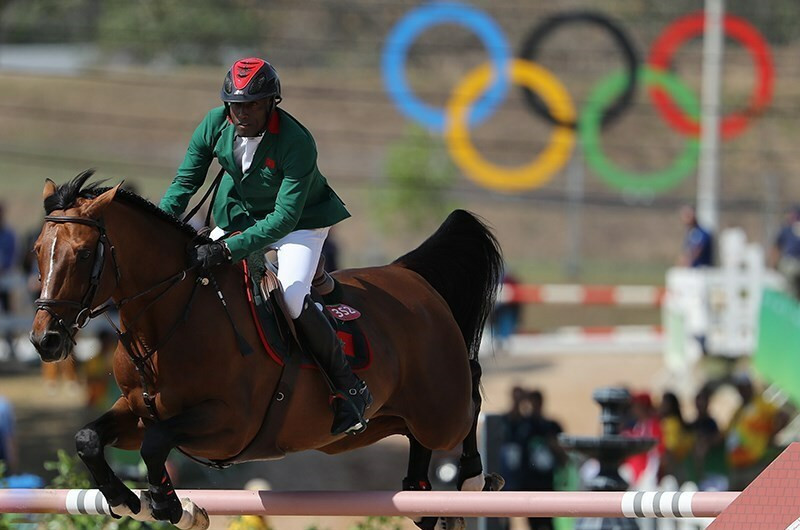
Abdelkebir Ouaddar participant aux Jeux olympiques d'été de 2016 à Rio de Janeiro, avec Quickly de Kreisker.

Abdelkebir Ouaddar remporte six titres nationaux marocains, et participe aux Jeux méditerranéens en 1997, 2005 et 2009. Il accède tardivement au haut niveau, grâce au soutien du roi Mohammed VI. Il devient ainsi le cavalier personnel du roi, avec sa monture Quickly de Kreisker. En 2013, il remporte le Morocco Royal Tour. Installé à Bois-le-Roi, il est entraîné par Marcel Rozier.
Le 14 novembre 2013, il remporte les masters de Stuttgart. Cette victoire imprévue met les organisateurs de la compétition dans l'embarras, car le drapeau marocain apparaît tardivement sur le terrain. En 2014, à l'âge de 52 ans, il est le premier Marocain de l'Histoire à participer aux Jeux équestres mondiaux,. En octobre 2014, il remporte pour la 3e fois le Grand Prix du CSI3* de Tétouan, étape du Morocco Royal Tour. En 2015, Abdelkebir Ouaddar et Quickly de Kreisker sont sacrés meilleur couple cavalier-cheval du monde en saut d'obstacles, par le Jumping Owners Club. En 2016, le couple décroche le saut Hermès. Pour les Jeux olympiques d'été de 2016 à Rio de Janeiro, Abdelkebir Ouaddar est choisi pour porte-drapeau olympique des athlètes marocains.
Durant le prix Boehringer-Ingelheim à Equita'Lyon en novembre 2017, il chute du dos de sa monture Saphir du Talus. Après une absence de plusieurs mois, le couple participe au saut Hermès en mars 2018, marquant le retour d'Abdelkebir Ouaddar sur la scène sportive internationale,.
Il remporte la médaille d'or en saut d'obstacle individuel et par équipes aux Jeux africains de 2019.

## Vie privée
Il est le père de Soukaina Ouaddar, également cavalière de haut niveau.

## Ses chevaux

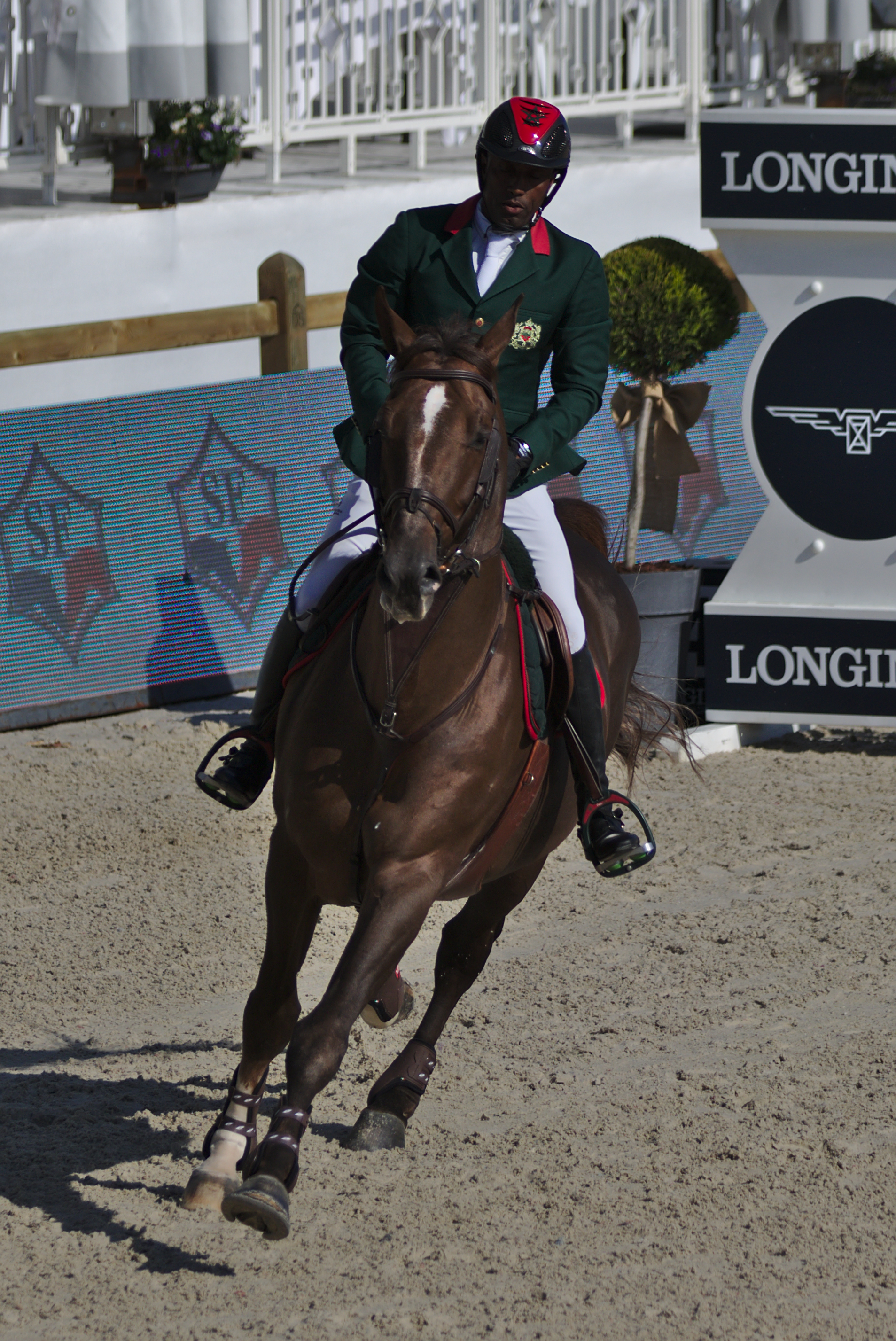
Abdelkebir Ouaddar montant Saphir du Talus à l’International Longines Horse-Show de Lausanne en 2016.

Quickly de Kreisker est le premier cheval de sport de haut niveau qu'a monté Abdelkebir Ouaddar, lequel l'avait repéré sur un concours. Le roi achète cet étalon Selle français au cavalier breton Benjamin Robert à la fin de l'année 2012, et le lui confie. Quickly devient le cheval n°1 mondial de saut d'obstacles au classement de la WBFSH en juillet 2014, place qu'il a perdue, puis regagnée pour la période allant du 1er octobre 2014 au 31 mars 2015. 
En mars 2014, le roi fait l’acquisition de l'étalon Selle français Québec Tame.
Un troisième Selle français, Saphir du Talus, est acheté le 30 juillet 2015 par Sa Majesté le roi du Maroc Mohammed VI, toujours sur les conseils de Marcel Rozier, afin d'aider Abdelkebir Ouaddar à étoffer son piquet de chevaux de sport de haut niveau, qui ne compte alors que Quickly de Kreisker.

## Héritage
Très médiatique au Maroc (et très aimé en France), Abdelkebir Ouaddar a suscité des vocations équestres parmi les enfants marocains,.